# Sara Powell
Sara Powell, född den 23 juni 1968, är en jamaicanskfödd brittisk skådespelare.
Powell har bland annat medverkat i TV-serierna The Ice Cream Girls och The Killing Kind. I En älskvärd man spelade hon karaktären Simone, en av seriens huvudroller.

## Filmografi (i urval)
- 2013 – The Ice Cream Girls  (TV-serie)
- 2023 – The Killing Kind (TV-serie)
- 2025 – En älskvärd man (TV-serie)